# Валері Родвей
Валері Мюріель Фрейзер, у шлюбі Родвей (12 лютого 1919 — серпень 1970) — гаянська композиторка культурних і патріотичних пісень, натхненних подіями, що призвели до здобуття Гаяною незалежності у 1966 році. Найбільш відома написанням музики для супроводу національних віршів Гаяни, як-от «Arise, Guyana», «Kanaïma» та вірша Мартіна Картера «Let Freedom Awake». Вважається найвизначнішим композитором патріотичної та національної музики Гаяни і одним із найкращих композиторів Гаяни XX століття, як загалом, так і серед композиторів класичної музики. 
З другим чоловіком створила «Guyana the Free». Викладала музику джорджтаунській школі у Гаяні, і була піаністкою, співпрацюючи з іншими гаянськими музикантами. Родвей вибирала поезію для своїх композицій на основі своїх принципів і цінностей, які спочатку розвивались серед її батьків, братів і сестер. У 2002 році посмертно нагороджена премією Вордсворта Мак-Ендрю. У 2019 році нагороджена Почесною короною Касіка, однією з найвищих нагород Гаяни. Будівля Національного тресту Гаяни у Каммінгсбурзі, Джорджтаун, перейменована на Будинок Валері Родвей.

## Життєпис

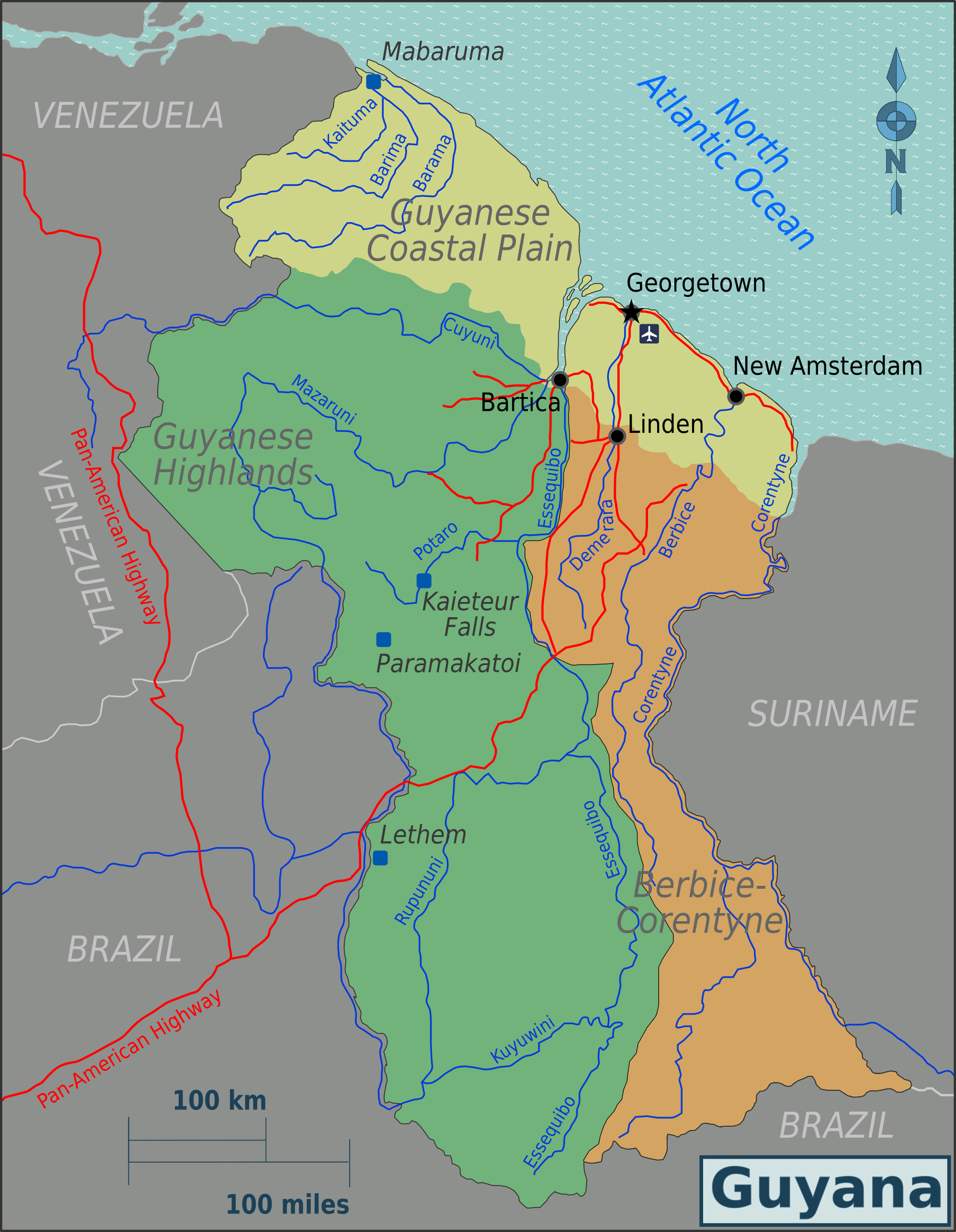
Карта регіонів Гаяни

Валері Фрейзер народилася 12 лютого 1919 року у Нью-Амстердамі, Східний Бербіс-Корентайн, Гаяна, п'ятою з восьми дітей і четвертою донькою. Її мати, Джейн Елізабет Фрейзер, народилася у Бербіс-Корентайн. Батько, Ньютон Бертьє Фрейзер, народився в Ессекібо (нині частина Гаяни). Серед представників четвертого покоління моряків у його родині він був відомий як «Капо», оскільки був капітаном і власником шхун і шлюпів, які перевозили вантажі на Кариби та з них. У межах Британської Гвіани цукор транспортували до Джорджтауна з плантацій у Бербісі. Він перевозив рис, припаси та пасажирів з Британської Гвіани на Барбадос. Білий мергель транспортували з Барбадосу до Британської Гвіани, де його використовували для вулиць Джорджтауна.
Перріс Бріттон, її предок по материнській лінії, купив і володів землею, яка після його смерті стала джерелом доходу для його нащадків У 1930-х прибуткова власність допомогла Фрейзерам відновитися після руйнівних ураганів, які знищили шхуни та шлюпи батька, а також під час Великої депресії.
За словами її сестри Люсіль Вортон, мала Валері ходила до сусідки, щоб «поклацати по клавішах» піаніно. Валері цікавилася музикою, і її музичні здібності розвивали вчителі музики — Една Джордан, Елеонора Керрі, Вініфред Макдевід і Рубі Мак-Грегор. Вона здобула ступінь ліценціата у Королівській академії музики у Лондоні. Стала хорошою подругою майбутньої музикантки Лінетт Долфін, яку разом із сестрою забрала родина Фрейзерів після смерті її матері, Кларіс де Вівер Долфін, у 1936 році. Долфін вплинула на музичну спрямованість Фрейзер. Сім'я Фрейзерів цінувала служіння нації, повагу, наполегливість і турботу про інших.
У 1958 році, як Валері Ворнер (після першого шлюбу), одружилася з поетом та вчителем Джеймсом «Сонні» Родвеєм, онукоь гаянського історика Джеймса Родвея. Діти Джеймса Родвея стали її пасинками. Своїх дітей вона не мала. Докторка Сесілі Родвей, її падчерка, назвала Родвей хорошою матір'ю, ніжною та доброю. 
Валері Родвей померла у серпні 1970 року, залишився брат Овід Фрейзер.

## Кар'єра
| “                                                                  | Заправляємо власною долею, не піддаємося бентегам, упередженням і ненависті. | ” |
| —Guyana the Free, автори тексту та музики Валері та Джеймс Родвей, |                                                                              |   |

Валері Родвей багато років працювала учителькою музики у початковій школі Св. Амвросія в Альбертауні, Джорджтаун. Вона створила деякі з найвідоміших культурних і патріотичних пісень країни і вважається найкращим композитором національної музики Гаяни. «Guyana the Free», написана Родвей разом з чоловіком Джеймсом Родвеєм, брала участь у конкурсі національної пісні Гаяни.

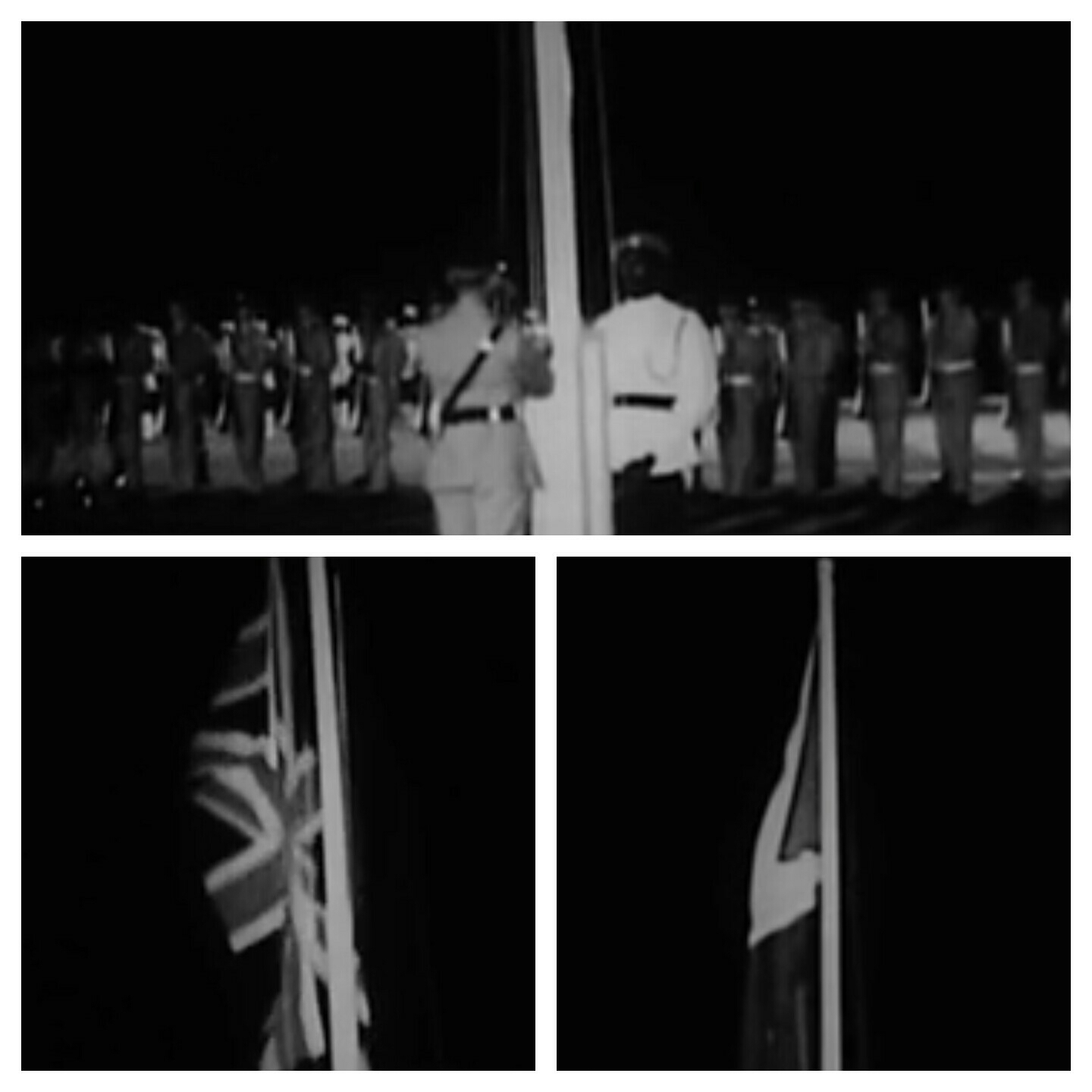
Проголошення незалежності Гаяни, зняття прапора Великої Британії та заміна його на прапор Гаяни, 26 травня 1966 року. Боротьба Гаяни за незалежність стала джерелом натхнення для національної, патріотичної музики Родвей.

Родвей написала музику до вірша Волтера Макартура Лоуренса «O Beautiful Guyana»; вірш Дж. В. Чайнапена «Arise, Guyana»; і «Hymn for Guyana's Children» Вере Т. Дейлі, який вважається однією з національних пісень країни. Вірш «Let Freedom Wake Him» Мартіна Картера, який вона поклала на музику у комбінованому синкоповано-блюзовому стилі, був закликом до солідарності та дії: «Дайте мені руку, товаришу! Не плач малий не плач. Це зв'язок, який ми створили у темному мороку навколо нас, Рука в руці, Серце у серці, сила у силі». Вона написала музику до «There Runs a Dream», «Kanaima», «The Weeding Gang», де слова були написані Ч. Е. Дж. Рамчарітаром-Лалою і «Water Music» зі словами, написаними А. Дж. Сеймуром.
Більшу частину своєї музики Валері Родвей створила у 1960-х, коли Гаяна рухалася до незалежності від Великої Британії у 1966 році. Протягом наступних двох десятиліть школярі вивчали в школах національні, патріотичні пісні, як-от «Guyana the Free». Школярі переписували слова національних пісень у спеціальні зошити. На її музику, написану для шкіл, музичних фестивалів і великих хорів, вплинули її громадянські цінності, творчість і зміни, які зазнала її країна під час переходу від колоніальної території до незалежної країни. За словами Віберта Кембриджа, президента Гаянської культурної асоціації Нью-Йорка, Родвей вибрала поезію, яка підтримувала нову країну з расовим різноманіттям і цінностями «служіння нації, поваги до спадщини [та] створення справедливого й турботливого суспільства». Згідно з «Stabroek News», її творчість уособлює гордість за свою країну, її природні ресурси та перші народи, виражені через різноманітні музичні жанри.
Родвей створила тестові твори для Музичного фестивалю у Британській Гвіані, заснованого у 1952 році Лінетт Долфін, а також для музичних фестивалів, які проводились іншими організаціями. Вона проводила «джем-сесії» або грала джазову музику з Сонні Родвеєм і джазовим піаністом Дугласом Гарпером до 1950 року. Вона також виконувала джаз з Робертом Франком та Іггі Квейлом. Вона була членом Асоціації вчителів музики Британської Гвіани, де близько 1949 року читала лекції про класичних композиторів Фредеріка Шопена, Роберта Шумана та Франца Шуберта. У 1978 році була опублікована книга трьох її класичних композицій і двадцяти її пісень під назвою «National Songs Composed by Valerie Rodway».

## Нагороди та спадщина
Валері Родвей отримала нагороду Вордсворта Мак-Ендрю посмертно у 2002 році й у 2019 році Почесну корону Касіка, одну з найвищих нагород Гаяни.

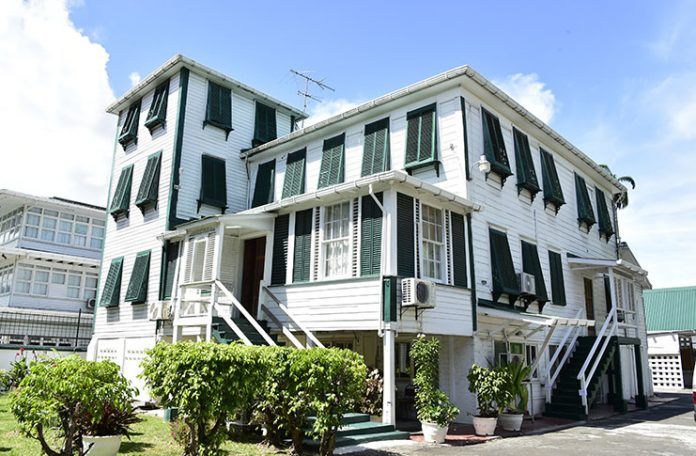
Будинок Валері Родвей на вулиці Кармайкл, Джорджтаун. 12 лютого 2019 року уряд Гаяни перейменував будівлю, у якій раніше розташовувалося Міністерство закордонних справ і прибудову до будинку губернатора, на честь композиторки Валері Родвей.

У 2019 році будівлю Національного тресту Гаяни перейменували на Будинок Валері Родвей. Перейменований у зв'язку зі святкуванням 100-річчя від дня її народження, захід очолило Міністерство президентства. Промовець, доктор Віберт Кембридж, професор Школи вивчення медіа-мистецтва Університету Огайо, назвав Родвей «національним надбанням», яке «знайшло своє натхнення у природі, людській боротьбі та гаянській поезії». Президент Девід Грейнджер сказав про неї: «Талант Валері Родвей полягає в тому, що вона вийшла за межі етнічної приналежності; вона вийшла за рамки релігії; вона вийшла за межі упереджень про те, де ми живемо у місті чи селі, і вона допомогла нам відкрити нашу гаянську приналежність. Коли читаєш, що вона написала, і слухаєш, що звучало, немає жодної упередженості. Це все про Гаяну; все про нас».
Генеральний поштмейстер Гаяни оголосив про випуск пам'ятних марок Родвей 2019 року Корпорацією поштового відділення Гаяни. Рукопис «O Beautiful Guyana» було передано на збереження до Національного архіву.

## Виноски
1. ↑  Серед суродженців Родвей були Люсілль Вортон, перша гаянська директорка школи домознавства Карнегі та консул Гаяни США, а також доктор Овід Фрейзер, Обрі Фрейзер, Гранвілль Фрейзер, Берчелл Фрейзер, Гайсінт Годетт, Мей Чамлі.[7][8]
2. ↑  Дошлюбне прізвище Валері Родвей було Фрейзер[6]. Вона походить від барбадоського мігранта та шкіряника, Перріса Бріттона, який прибув до Бербіса приблизно у 1816 році, після того, як голландці поступилися Демерарою та Бербісом британцям[6]. Бріттон почав виготовляти шкіряні вироби для власників цукрових плантацій для їхніх коней та мулів, зокрема сідла, збрую, стремена, які перевозили цукор у Британській Гвіані[8][6].
3. ↑  До 1949 Валері була одружена з кимось, на прізвище Ворнер.[9]
4. ↑  Після отримання Джеймсом Родвея сертифікату викладача та здобуття ступеня бакаоавра у Лондоні[10], він викладав у школі Сент-Вінсента. Один з його учнів, Дерек Волкотт, присвятив йому Epitaph for the Young: XII Cantos (1949). У ній розповідається про "про вчителя, який стикнувся з разючою гібридністю карибських класів[11]. Волкотт заснував на його честь Меморіальну премію ім. Джеймса Родвея. Окрім викладання на Сент-Вінсент, Джеймс також працював на Сент-Люсії та у Гаяні[12][13]. Він викладав у Квінз-коледжі до приблизно 1963 року, коли пішов на пенсію[10] She attended St. Peter's African Methodist Episcopal.[14].